# François de Caillebot de La Salle
François de Caillebot de La Salle (Clères, 1652 - Rebais, 11 december 1736) was een Franse rooms-katholieke geestelijke die tussen 1690 en 1703 bisschop van Doornik was.
De Caillebot de La Salle werd net als zijn voorganger Gilbert de Choiseul du Plessis Praslin gekozen door koning Lodewijk XIV van Frankrijk, die de stad Doornik had veroverd. De aanstelling gebeurde in 1690 maar het duurde nog twee jaar vooraleer hij tot bisschop werd gewijd. Hij herstelde de tucht in het seminarie van Doornik en keek erop toe dat pastoors daadwerkelijk in hun parochie verbleven en er preekten. Priesters die zich zonder lang gewaad (in curtis) in het openbaar vertoonden, liet hij dagvaarden. Hij maakte het praktisch onmogelijk voor leden van bedelorden om nog te preken in de kerken van zijn bisdom. Geschriften van observanten censureerde hij in zijn bisdom.

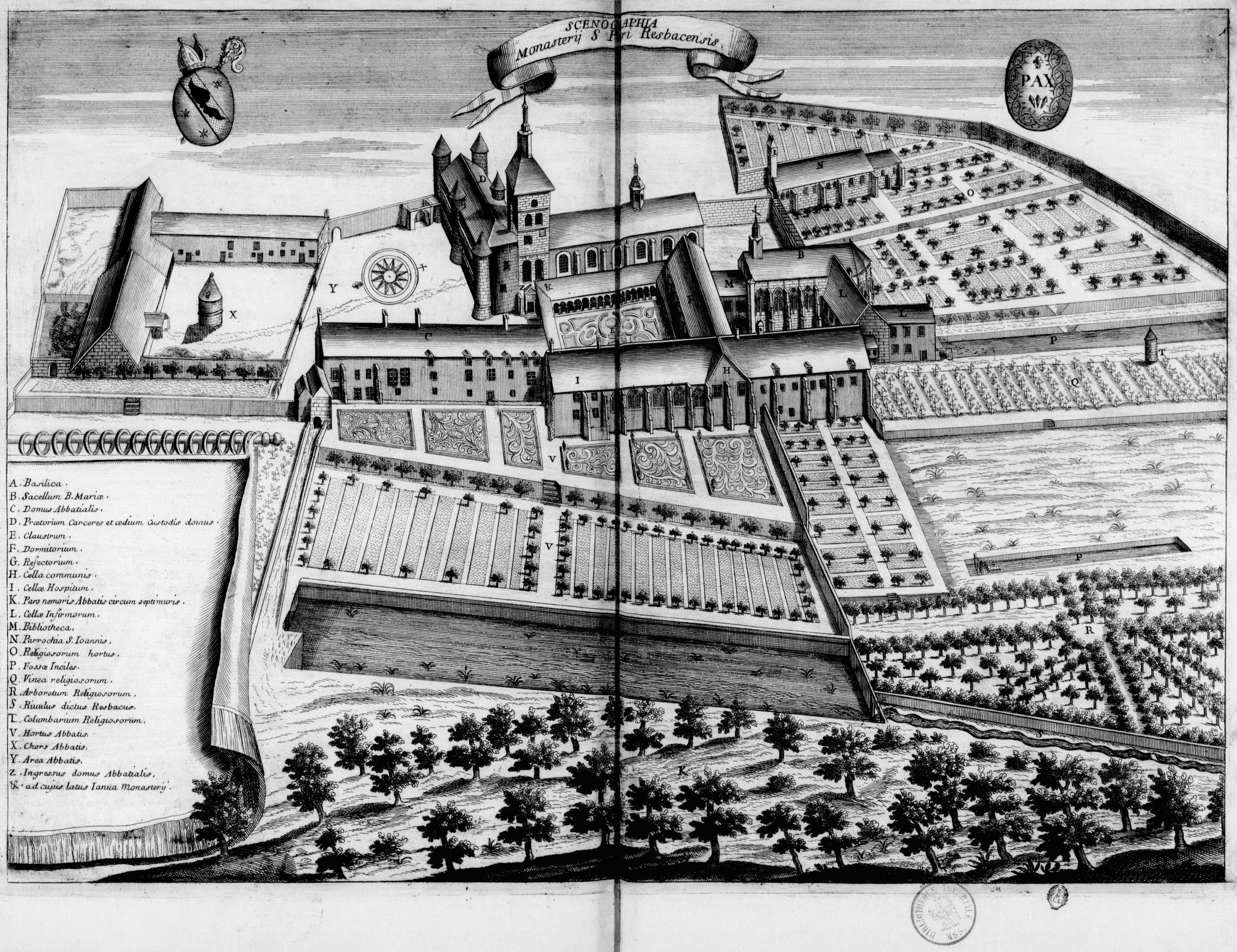
De Abdij Saint-Pierre in Rebais (Monasticon Gallicanum)

In 1703 trad hij terug als bisschop wegens zijn slechte gezondheid. Wellicht speelden ook zijn jansenistische sympathieën een rol bij zijn aftreden. Net als zijn voorganger stond de Caillebot de La Salle bekend als jansenist. Het seminarie van Doornik kreeg onder deze bisschoppen inderdaad een jansenistisch karakter. De professoren Farvaques en Looze waren jansenisten die zich in 1714 hevig verzetten tegen de pauselijke bul Unigenitus. De nieuwe bisschop, de Bretoen Louis-Marcel de Coëtlogon-Méjusseaume, was een uitgesproken anti-jansenist.
De Caillebot de La Salle trok zich terug in de abdij van Rebais waar hij abt was. Hij kreeg ook de abdij Notre-Dame de la Couture in Le Mans in commendam.